# Kerblam!
"Kerblam!" é o sétimo episódio da décima primeira temporada da série de ficção científica britânica Doctor Who, transmitido originalmente através da BBC One em 18 de novembro de 2018. Foi escrito por Pete McTighe, sendo dirigido por Jennifer Perrott.
No episódio, a Décima terceira Doutora (Jodie Whittaker) viaja para a empresa de entrega Kerblam, juntamente com seus companheiros Graham O'Brien (Bradley Walsh), Ryan Sinclair (Tosin Cole) e Yasmin Khan (Mandip Gill), para investigar um pacote enviado que continha uma mensagem pedindo ajuda. Eles logo descobrem que a empresa está com funcionários humanos desaparecidos e que a força de trabalho automatizada está se comportando de forma estranha. Os convidados do episódio compõem Julie Hesmondhalgh, Lee Mack, Callum Dixon, Claudia Jessie, Leo Flanagan e Matthew Gravelle.
O episódio foi assistido por 7,46 milhões de telespectadores.

## Enredo
A Doutora e seus companheiros viajam ao Kerblam!, um serviço de compras on-line em toda a galáxia que consiste em armazéns automatizados e uma força de trabalho robótica conhecida como "TeamMates". Sob o disfarce de serem novos funcionários, o grupo tenta descobrir quem lhes enviou uma entrega com um pedido de ajuda. Eles descobrem rapidamente com seus novos colegas – Dan Cooper, o garoto-propaganda da empresa; Kira Arlo, um membro da equipe de despacho; e Charlie Duffy, um funcionário de manutenção que ama a Kira – que a equipe tem desaparecido nos últimos meses e que a empresa emprega uma cultura de produtividade de trabalho pesada. Quando Dan desaparece enquanto cumpre uma ordem, a Doutora suspeita que algo está errado com a inteligência artificial e a força de trabalho automatizada da empresa.
Ambos os gerentes dos recursos humanos Judy Maddox e Jarva Slade negam rapidamente o envolvimento quando confrontados com os desaparecimentos. Quando Kira é sequestrada, a Doutora a acompanha até o piso totalmente automatizado de embalagem e entrega, levando o grupo a obter acesso abaixo. Depois de encontrar os restos da força de trabalho perdida e um exército de TeamMates segurando pacotes, a Doutora usa um modelo antigo do TeamMate para falar com a inteligência artificial do Kerblam. Ela rapidamente descobre que pediu ajuda diretamente, depois de suspeitar que algo estava errado com sua força de trabalho. Quando Yasmin, Ryan e Charlie revelam que eles testemunharam Kira morrer ao estourar um plástico-bolha, a Doutora descobre que alguém havia armado o material, pretendendo que ele fosse usado nos clientes da Kerblam. Charlie rapidamente admite ser o culpado, explicando que a morte de Kira não fazia parte de seus planos. Ele revela que seu motivo era impedir a automação desenfreada, tornando as forças de trabalho humanas redundantes. Obtendo acesso à empresa, Charlie usou a equipe desaparecida como cobaia à armadilha de plástico-bolha. Ele pretendia usá-lo nos clientes da empresa, sabendo que a culpa pelas mortes repentinas seria atribuída à automação e à falta de diligência humana. Percebendo que a IA da empresa matou Kira para fazer Charlie entender a gravidade de suas ações, a Doutora reprograma os TeamMates para entregar a si mesmos e estourar o envoltório. Enquanto os outros saem, Charlie permanece e perece na destruição do piso. Na sequência do incidente, Maddox e Slade se comprometem a reconstruir Kerblam com uma força de trabalho predominantemente humana.

### Continuidade
Durante o episódio, a Doutora faz menção de conhecer Agatha Christie ao falar sobre vespas. Suas palavras são uma referência ao episódio "The Unicorn and the Wasp", em que o Décimo Doutor conheceu a autora durante suas viagens, como parte de uma trama inspirada em seus romances em que um assassino acabou por ser um Vespiforme, um alienígena. forma de vida que se assemelha a uma vespa gigante.

## Produção
As cenas externas e internas de "Kerblam!" foram conduzidos no Reino Unido, e supervisionados pela diretora australiana Jennifer Perrott, que ajudou na produção do quinto episódio "The Tsuranga Conundrum".

## Transmissão e recepção
| Críticas profissionais            | Críticas profissionais |
| Avaliações da crítica             | Avaliações da crítica  |
| Fonte                             | Avaliação              |
| --------------------------------- | ---------------------- |
| Rotten Tomatoes (Tomatometer)     | 92%                    |
| Rotten Tomatoes (Pontuação geral) | 7.58                   |
| Daily Mirror                      | [ 4 ]                  |
| Metro                             | [ 5 ]                  |
| New York Magazine                 | [ 6 ]                  |
| Radio Times                       | [ 7 ]                  |
| The A.V. Club                     | B+                     |
| The Telegraph                     | [ 9 ]                  |
| The Independent                   | [ 10 ]                 |
| TV Fanatic                        | [ 11 ]                 |

### Promoção
Antes do episódio ser transmitido, uma prévia de suas cenas de abertura foi mostrada durante a maratona do Children in Need em 16 de novembro de 2018.

### Audiência
"Kerblam!" foi assistido por 5,93 milhões de espectadores durante sua exibição inicial, com uma participação de 28,5% da audiência total da TV do Reino Unido, tornando-se a quarta maior audiência naquela noite e a décima maior audiência durante a semana em pernoites em todos os canais do Reino Unido. Recebeu um total oficial de 7,46 milhões de espectadores em todos os canais do Reino Unido, tornando-se o nono programa mais assistido da semana, e o episódio recebeu uma pontuação do índice de valorização do público-alvo (Appreciation Index) de 81.

### Recepção crítica
O Rotten Tomatoes deu ao episódio uma taxa de aprovação de 92%, com base de 24 críticos, e uma pontuação média de 7,58 / 10. O consenso dos críticos declara "Autômatos adoráveis, tons educacionais e um objeto cotidiano transformado em monstro horripilante, 'Kerblam!' é uma resposta divertida e indutora de medo às iterações anteriores de Doctor Who." Diversos analistas sugerem que o design da empresa fictícia Kerblam satiriza tanto a varejista Amazon.com quanto o comércio on-line.